# Bob Van Osdel
Bob Van Osdel (Robert Logan Van Osdel; * 1. April 1910 in Selma, Kalifornien; † 6. April 1987 in West Hollywood) war ein US-amerikanischer Hochspringer.
Am 22. März 1930 stellte er mit 2,013 m in Los Angeles eine Weltjahresbestleistung auf.
1932 wurde er US-Meister. Bei den Olympischen Spielen in Los Angeles überquerte er wie drei andere Athleten 1,97 m. Im Stechen gewann er dann die Silbermedaille hinter dem Kanadier Duncan McNaughton und vor dem Filipino Simeon Toribio.
Bob Van Osdel graduierte an der University of Southern California und praktizierte nach seiner sportlichen Karriere als Zahnarzt.